# گوزنچه سرخ
گوزنچه سرخ (نام علمی: Mazama americana) نام یک گونه از سرده گوزنچه است.